# Lampranthus
Lampranthus N.E.Br, 1930 è un genere di piante succulente appartenente alla famiglia delle Aizoacee, diffuso in Namibia e Sudafrica.

## Etimologia
Il termine generico Lampranthus deriva dalle parole greche lamprós (lucente) e ánthos (fiore), ed è quindi traducibile in "fiore lucente", in riferimento ai colori tipicamente vivaci e brillanti che assumono i fiori di queste piante.

## Descrizione
Le specie appartenenti al genere Lampranthus presentano solitamente delle foglie lisce e allungate, dalla forma triangolare o cilindrica. Essendo piante succulente, riescono inoltre ad immagazzinare grandi quantità di acqua, che amministrano sapientemente nei periodi di siccità.
I fiori sbocciano a partire dal periodo primaverile e ricoprono una vasta gamma di colori, tra cui rosso, arancione, giallo, rosa e magenta. Possono essere anche variopinti e tendono a rispondere al calare del sole o ai cambi di temperatura chiudendosi su se stessi, esibendo un atteggiamento chiamato nictinastia.

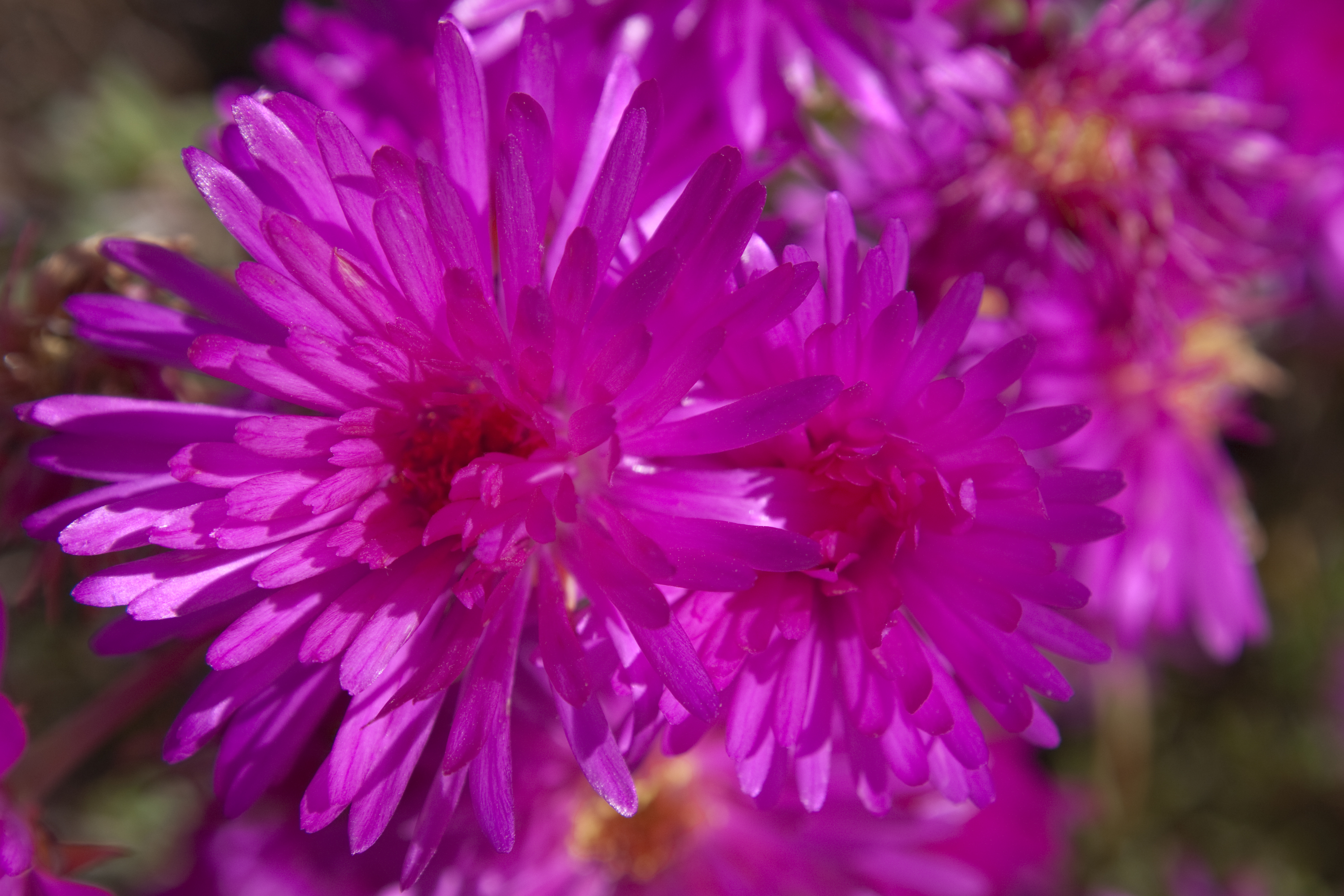
Lampranthus multiradiatus, specie tipo.

## Tassonomia
Il genere comprende le seguenti specie:
- Lampranthus acutifolius (L.Bolus) N.E.Br.
- Lampranthus aduncus (Haw.) N.E.Br.
- Lampranthus affinis L.Bolus
- Lampranthus alboroseus Klak
- Lampranthus antonii L.Bolus
- Lampranthus arenarius H.E.K.Hartmann
- Lampranthus arenicola L.Bolus
- Lampranthus aurantium (Haw.) Schwantes
- Lampranthus aureus (L.) N.E.Br.
- Lampranthus bicolor (L.) N.E.Br.
- Lampranthus borealis L.Bolus
- Lampranthus brachyandrus (L.Bolus) N.E.Br.
- Lampranthus brownii (Hook.f.) N.E.Br.
- Lampranthus caudatus L.Bolus
- Lampranthus ceriseus (L.Bolus) L.Bolus
- Lampranthus coccineus (Haw.) N.E.Br.
- Lampranthus conspicuus (Haw.) N.E.Br.
- Lampranthus convexus (L.Bolus) L.Bolus
- Lampranthus coralliflorus (Salm-Dyck) N.E.Br.
- Lampranthus curviflorus (Haw.) H.E.K.Hartmann
- Lampranthus debilis (Haw.) N.E.Br.
- Lampranthus deflexus (Aiton) N.E.Br.
- Lampranthus densifolius (L.Bolus) L.Bolus
- Lampranthus densipetalus (L.Bolus) L.Bolus
- Lampranthus diffusus (L.Bolus) N.E.Br.
- Lampranthus disgregus N.E.Br.
- Lampranthus diutinus (L.Bolus) N.E.Br.
- Lampranthus dregeanus (Sond.) N.E.Br.
- Lampranthus dubitans (L.Bolus) L.Bolus
- Lampranthus dulcis (L.Bolus) L.Bolus
- Lampranthus dyckii (A.Berger) N.E.Br.
- Lampranthus ebracteatus L.Bolus
- Lampranthus edwardsiae (L.Bolus) L.Bolus
- Lampranthus elegans (Jacq.) Schwantes
- Lampranthus emarginatoides (Haw.) N.E.Br.
- Lampranthus emarginatus (L.) N.E.Br.
- Lampranthus erratus N.E.Br.
- Lampranthus esterhuyseniae L.Bolus
- Lampranthus explanatus (L.Bolus) N.E.Br.
- Lampranthus falcatus (L.) N.E.Br.
- Lampranthus falciformis (Haw.) N.E.Br.
- Lampranthus fergusoniae L.Bolus
- Lampranthus filicaulis (Haw.) N.E.Br.
- Lampranthus flexifolius (Haw.) N.E.Br.
- Lampranthus flexilis (Haw.) N.E.Br.
- Lampranthus foliosus L.Bolus
- Lampranthus formosus (Haw.) N.E.Br.
- Lampranthus francesiae H.E.K.Hartmann
- Lampranthus fugitans L.Bolus
- Lampranthus glaucoides (Haw.) N.E.Br.
- Lampranthus glaucus (L.) N.E.Br.
- Lampranthus glomeratus (L.) N.E.Br.
- Lampranthus godmaniae (L.Bolus) L.Bolus
- Lampranthus gydouwensis L.Bolus
- Lampranthus haworthii (Donn ex Haw.) N.E.Br.
- Lampranthus hiemalis (L.Bolus) L.Bolus
- Lampranthus hoerleinianus (Dinter) Friedrich
- Lampranthus holensis L.Bolus
- Lampranthus imbricans (Haw.) N.E.Br.
- Lampranthus intervallaris L.Bolus
- Lampranthus laetus (L.Bolus) L.Bolus
- Lampranthus lavisii (L.Bolus) L.Bolus
- Lampranthus laxifolius (L.Bolus) N.E.Br.
- Lampranthus leipoldtii (L.Bolus) L.Bolus
- Lampranthus leptaleon (Haw.) N.E.Br.
- Lampranthus leptosepalus (L.Bolus) L.Bolus
- Lampranthus lewisiae (L.Bolus) L.Bolus
- Lampranthus liberalis (L.Bolus) L.Bolus
- Lampranthus littlewoodii L.Bolus
- Lampranthus marginatus (L.Bolus) H.E.K.Hartmann
- Lampranthus mariae (L.Bolus) L.Bolus
- Lampranthus montaguensis (L.Bolus) L.Bolus
- Lampranthus multiradiatus (Jacq.) N.E.Br. - specie tipo
- Lampranthus multiseriatus (L.Bolus) N.E.Br.
- Lampranthus mutatus (G.D.Rowley) H.E.K.Hartmann
- Lampranthus nardouwensis (L.Bolus) L.Bolus
- Lampranthus otzenianus (Dinter) Friedrich
- Lampranthus pakhuisensis (L.Bolus) L.Bolus
- Lampranthus pakpassensis H.E.K.Hartmann
- Lampranthus pauciflorus (L.Bolus) N.E.Br.
- Lampranthus paucifolius (L.Bolus) N.E.Br.
- Lampranthus peacockiae (L.Bolus) L.Bolus
- Lampranthus peersii (L.Bolus) N.E.Br.
- Lampranthus perreptans L.Bolus
- Lampranthus plautus N.E.Br.
- Lampranthus pleniflorus L.Bolus
- Lampranthus pocockiae (L.Bolus) N.E.Br.
- Lampranthus polyanthon (Haw.) N.E.Br.
- Lampranthus praecipitatus (L.Bolus) L.Bolus
- Lampranthus procumbens Klak
- Lampranthus productus (Haw.) N.E.Br.
- Lampranthus profundus (L.Bolus) H.E.K.Hartmann
- Lampranthus promontorii (L.Bolus) N.E.Br.
- Lampranthus proximus L.Bolus
- Lampranthus purpureus L.Bolus
- Lampranthus reptans (Aiton) N.E.Br.
- Lampranthus rupestris (L.Bolus) N.E.Br.
- Lampranthus scaber (L.) N.E.Br.
- Lampranthus schlechteri (Zahlbr.) L.Bolus
- Lampranthus sociorum (L.Bolus) N.E.Br.
- Lampranthus sparsiflorus L.Bolus
- Lampranthus spectabilis (Haw.) N.E.Br.
- Lampranthus spiniformis (Haw.) N.E.Br.
- Lampranthus staminodiosus Schwantes
- Lampranthus stanfordiae L.Bolus
- Lampranthus stayneri (L.Bolus) N.E.Br.
- Lampranthus stenopetalus (L.Bolus) N.E.Br.
- Lampranthus stenus (Haw.) N.E.Br.
- Lampranthus stephanii (Schwantes) Schwantes
- Lampranthus stipulaceus (L.) N.E.Br.
- Lampranthus suavissimus L.Bolus
- Lampranthus sublaxus L.Bolus
- Lampranthus subrotundus L.Bolus
- Lampranthus swartbergensis (L.Bolus) N.E.Br.
- Lampranthus swartkopensis Strohschn.
- Lampranthus tenuifolius (L.) N.E.Br.
- Lampranthus turbinatus (Jacq.) N.E.Br.
- Lampranthus uniflorus (L.Bolus) L.Bolus
- Lampranthus vanheerdei L.Bolus
- Lampranthus vanzijliae (L.Bolus) N.E.Br.
- Lampranthus verecundus (L.Bolus) N.E.Br.
- Lampranthus vernalis (L.Bolus) L.Bolus
- Lampranthus violaceus (DC.) Schwantes
- Lampranthus watermeyeri (L.Bolus) N.E.Br.
- Lampranthus zeyheri (Salm-Dyck) N.E.Br.

Una delle specie più note, per il suo utilizzo come pianta ornamentale, è Lampranthus aurantium, dai fiori di uno vivido colore arancio.